# Вилтен
Вилтен (њем. Wilthen) град је у њемачкој савезној држави Саксонија. Једно је од 63 општинска средишта округа Бауцен. Према процјени из 2010. у граду је живјело 5.744 становника. Посједује регионалну шифру (AGS) 14625630.

## Географски и демографски подаци
Вилтен се налази у савезној држави Саксонија у округу Бауцен. Град се налази на надморској висини од 288 метара. Површина општине износи 17,1 km². У самом граду је, према процјени из 2010. године, живјело 5.744 становника. Просјечна густина становништва износи 337 становника/km².